# Giovanni Battista Mesmer
Giovanni Battista Mesmer (Milão, 21 de abril de 1671 - Roma, 20 de junho de 1760) foi um cardeal do século XVIII

## Nascimento
Nasceu em Milão em 21 de abril de 1671. De uma família de ricos comerciantes, que muito possivelmente eram originários da Suíça. Seu sobrenome também está listado como Mesmerus.

## Educação
Estudou direito na Universidade de Pavia, obtendo um doutorado..

## Início da vida
Estimulado pelo cardeal Bernardino Scotti, seu grande protetor, foi para Roma exercer a advocacia; depois, entrou na prelazia de Romna em 14 de maio de 1716. como referendário dos Tribunais das Assinaturas Apostólicas de Justiça e da Graça. Eleitor do Tribunal da Assinatura Apostólica da Graça em 1716..

## Sacerdócio
Ordenado em outubro de 1727. Comissário apostólico da Annona nas legações de Marches e Urbino, juntamente com Monsenhor V. Fabretti, em setembro de 1729, para reprimir o acúmulo de trigo; distinguiu-se pelos bons resultados alcançados. Tenente civil do auditor da Câmara Apostólica, 1728. Em janeiro de 1732, durante uma disputa entre o cardeal Francesco Barberini e Cornelia Barberini, princesa Carbognano, a respeito de uma herança, o novo Papa Clemente XII designou Monsenhor Mesmer para ouvir todas as causas relacionadas com a família Barberini, para nomear um tesoureiro, e pôr ordem nas pretensões dos vários contendores. Clérigo da Câmara Apostólica, outubro de 1732; como tal, ele era pró-presidente da Strade, julho de 1734; presidente, setembro de 1734 a 1739. Canonista da Penitenciária Apostólica. Governador de Castelnuovo, 1733, 1734. Datário da Penitenciária Apostólica, março de 1734. Em julho de 1735, junto com o prefeito da Annona Mario Bolognetti e outros prelados, foi nomeado membro da congregação especialmente criada para lidar com a fome que assolava nos Estados Papais. Em agosto de 1737, fez parte da comissão criada para fiscalizar e fiscalizar o hospital e o banco do Santo Spirito . Prefeito da Annona , 19 de fevereiro de 1739 até 8 de setembro de 1743. Em janeiro de 1741, foi nomeado para a comissão para discutir o destino da coluna Antonina . Delegado da Câmara do Spogli, julho de 1741. Ecônomo geral da Câmara Apostólica, setembro de 1743, quando monsenhor Mario Bolognetti foi promovido a cardinalato. Por causa do apreço do papa, ele foi chamado a desempenhar um papel fundamental na gestão econômica e financeira da Santa Sé e, especialmente, na implementação das medidas tomadas pelo Papa Bento XIV destinadas a reorganizar o funcionamento da Câmara Apostólica..

## Cardinalado
Criado cardeal sacerdote no consistório de 10 de abril de 1747; recebeu o chapéu vermelho em 13 de abril de 1747; e o título de Ss. Quattro Coronati em 15 de maio de 1747. Optou pelo título de S. Onofrio, em 22 de setembro de 1749. Camerlengo do Sagrado Colégio dos Cardeais, de 3 de janeiro de 1757 até 13 de março de 1758. Nos últimos anos de sua vida, ele se tornou senil e perdeu a memória. Não participou do conclave de 1758 , que elegeu o Papa Clemente XIII..

## Morte
Morreu em Roma em 20 de junho de 1760. Sepultado junto à entrada principal da igreja de S. Carlo al Corso dei Milanesi , Roma, com lápide adornada com um magnífico elogio fúnebre.